# Oath Keepers
Oath Keepers is een Amerikaanse extreemrechtse anti-overheidsmilitie. De groep moedigt haar leden aan om bevelen die volgens hen in strijd zijn met de Amerikaanse grondwet, niet op te volgen.
De groep werd in 2009 opgericht door Elmer Stewart Rhodes, een voormalig advocaat. In november 2022 werden Rhodes en een andere leider van de organisatie veroordeeld wegens opruiende samenzwering voor hun acties rond de bestorming van het Capitool van 6 januari 2021, inclusief gewelddadig verzet tegen de overdracht van presidentiële macht zoals voorgeschreven door de Amerikaanse grondwet. Samen met drie andere leiders werd hij ook veroordeeld voor obstructie en andere misdrijven.
Onderzoek naar hun lidmaatschap wees uit dat twee derde van de Oath Keepers voormalig militair of wetshandhaver is, en een tiende militair of wetshandhaver in actieve dienst. Het meeste onderzoek stelde vast dat het Oath Keeper-lidmaatschap ongeveer 5.000 leden bedroeg, terwijl uit gelekte gegevens bleek dat de roosters van Oath Keepers een lidmaatschap van 38.000 claimden.